# 카풀

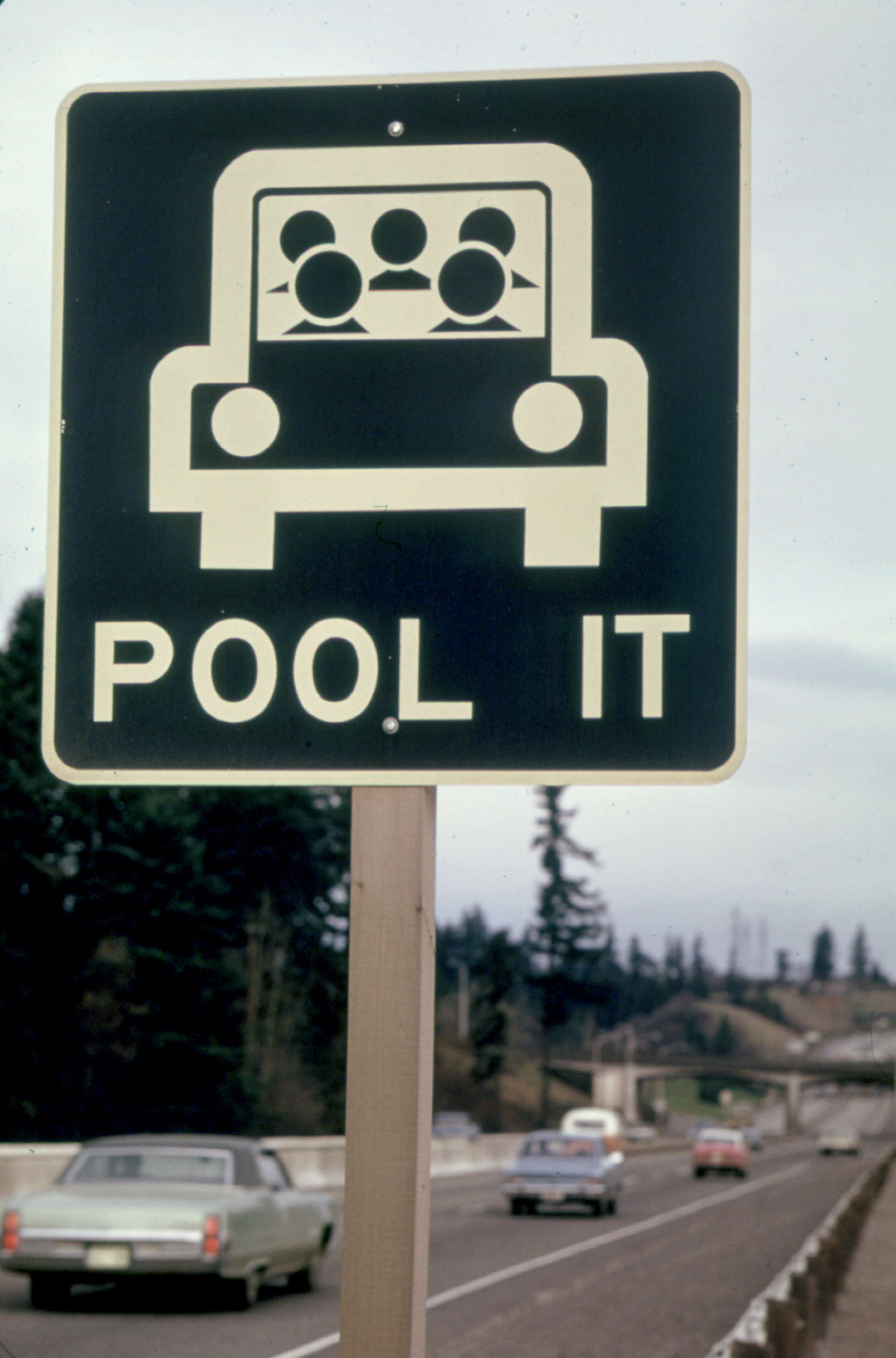
1973년 석유파동으로 인한 연료부족 시 카풀을 장려하는 표지판

카풀(영어: carpool), 또는 차량 공유, 승차 공유, 리프트 공유는 자동차 운행을 공유하여 한 명 이상의 사람이 자동차를 타고 이동하며 다른 사람이 직접 운전해야 할 필요성을 없애주는 것을 말한다.
카풀은 한 대의 차량을 더 많이 사용하게 함으로써 연료비, 통행료, 운전 스트레스 등 각 개인의 여행 비용을 줄여준다. 카풀은 또한 운행을 공유함으로써 대기 오염, 탄소 배출, 도로 교통 혼잡, 주차 공간 필요성을 감소시키기 때문에 더 환경 친화적이고 지속 가능한 운행 방법이다. 당국은 특히 대기 오염이 심하거나 연료 가격이 비싼 시기에는 카풀을 권장한다. 카셰어링은 혼자 운전할 경우 사용되지 않는 차량의 모든 좌석 용량을 다 사용할 수 있는 좋은 방법이다.
2009년 카풀은 미국 전체 운행의 43.5%를, 통근 여행의 10%를 차지했다. 카풀 통근의 60% 이상은 가족과 함께 하는 "fam-pool"에 속했다.
카풀 통근은 근처에 더 많은 일자리가 있는 곳에서 일하고 주거밀도가 더 높은 곳에서 사는 사람들에게 더 인기가 있다. 카풀은 연료 가격 및 통근 기간을 포함한 교통 운영 비용, 타인과 함께 보내는 시간, 식사 및 음주 시간, 미혼 등 사회 자본의 측정과 밀접한 관련이 있다. 그러나, 카풀은 직장에서 더 많은 시간을 보내는 사람들이나, 노인들, 그리고 주택 소유자들 사이에서 훨씬 덜 이용된다.
그리고 국립국어원에서 제시한 순화어로는 승용차 함께 타기이다.

## 운영 체계

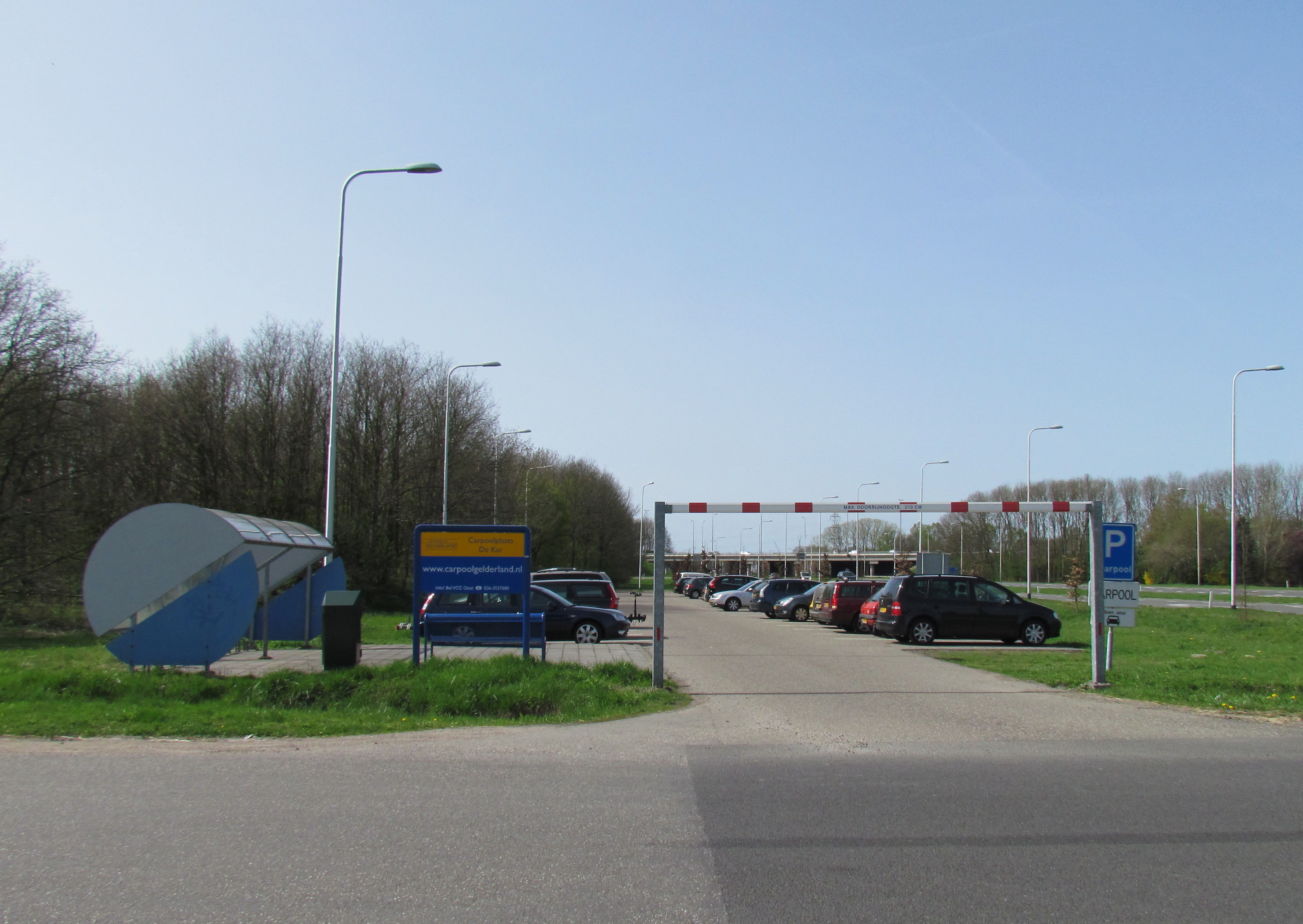
네덜란드의 카풀 픽업 장소

운전자와 승객은 이용 가능한 여러 매체 중 하나를 통해 이동 경로를 제공하고 검색한다. 일치하는 항목을 찾은 후 서로 연락하여 운행에 대한 세부 정보를 정리한다. 비용, 회의 장소 및 기타 세부 사항(예: 수하물 공간)에 대한 합의가 이에 속한다. 그런 다음 만나서 계획대로 공유 차량 운행이 이루어지는 방식이다.
카풀은 일반적으로 통근을 위해 시행되지만, 계획이나 여정에 따라 배치의 형식과 규칙성이 달라지며, 일회성 장거리 여행에 대한 수요가 점점 많아지고 있다.
카풀은 여행 내내 항상 준비되는 것은 아니다. 특히 장거리 여행의 경우, 승객들은 여행의 일부에만 참가하고, 운행 거리에 따라 지불하는 것이 일반적이다. 이를 통해 카풀을 더욱 유연하게 이용할 수 있으며, 더 많은 사람들이 여행을 공유하고 비용을 절약할 수 있게 된다.
일부 카풀은 이제 운전자와 승객이 여행 매칭을 찾거나 운행 비용을 분담하기 위해 안전한 거래를 할 수 있도록 온라인 시장이나 운행 매칭 웹 사이트가 조성되어 있다. 다른 온라인 시장과 마찬가지로, 사용자 등급과 같은 커뮤니티 기반 평점 매커니즘을 사용하여 사용자를 위한 최적의 경험을 만들어 준다.
카풀을 위한 준비는 공공 웹사이트, 소셜 미디어, 시장 역할을 하는 고용주 웹사이트, 스마트폰 애플리케이션, 카풀 대행업체 및 픽업 지점을 포함한 많은 다른 매체를 통해 이루어질 수 있다.

## 계획

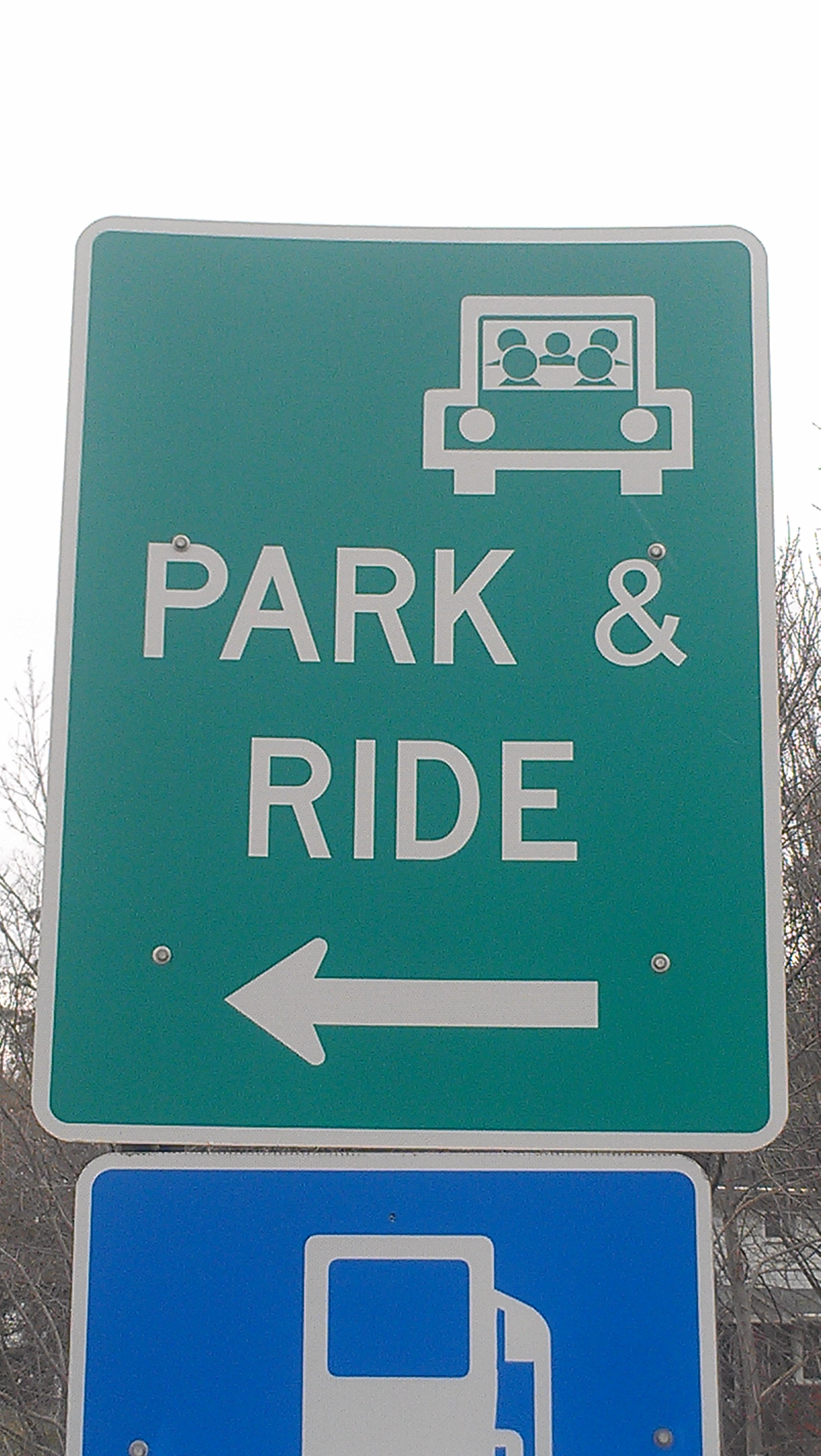
미국의 대표적인 주차&승차 표지판, 해당 사진은 피츠버그의 북쪽 펜실베이니아주 포터빌에 있는 79번 주간 고속도로와 488번 펜실베이니아 도로 사이의 교차점에 위치해 있는 표지판. 이러한 서비스들은 카풀을 장려하기 위해 사용된다.

많은 회사와 지방 정부가 카풀을 촉진하기 위한 프로그램을 도입했다.
교통량을 줄이고 카풀을 장려하기 위해 일부 정부에서는 2인승 이상의 차량만 운전할 수 있는 다인승 차량(HOV) 차선을 도입했다. HOV 차선은 이동 시간과 비용을 줄임으로써 카풀을 위한 강력하고 실질적인 부가가치를 창출할 수 있다. 일부 국가에서는 카풀을 위한 전용 주차 공간이 존재하는 것이 일반적이다.
2011년, Greenxc라는 단체는 다른 사람들이 자신의 탄소 이용을 줄이기 위해 카풀을 이용하도록 장려하기 위한 캠페인을 만들었다.
카풀 또는 영국식 영어로 불리는 카셰어링은 영국의 한 자선단체인 Carplus에 의해 추진되었는데, Carplus는 오늘날 자동차 사용에 대한 재정적, 환경적, 사회적 비용을 완화하고 영국의 자동차 의존에 대한 새로운 접근을 장려하기 위해 책임 있는 자동차 사용을 촉진하는 임무를 맡았다고 한다. Carplus는 교통 체증과 주차 압력을 줄이고 환경 부담 완화와 교통 관련 대기 오염 감소에 기여하기 위한 영국 정부의 계획인 Transport for London의 지원을 받고 있다.
그러나 모든 나라가 카풀의 확산을 권장하고 있는 것은 아니다: 헝가리에서는 택시 면허가 있고 송장이 발행되고 세금이 지불되지 않는 한, 비용 분담으로 누군가를 차에 태우는 것은 세금 범죄이다. 몇몇 사람들은 2011년 단속 기간 동안 카풀 웹사이트에서 승차를 찾는 승객의 행세를 한 잠복세무관들에 의해 벌금을 물기도 했다. 2012년 3월 19일 헝가리 의회 의원인 Endre Spaller는 국가경제부 장관 Zoltán Céfalvay에게 카풀은 처벌 대신 승인되어야 한다고 말했다. 그러나 일부 카풀을 세금 없는 이익을 얻기 위한 방법으로 바꾸려고 하는 사람들을 주의해야 한다고 말하기도 했다.

## 비용 분담
카풀은 일반적으로 차량의 모든 탑승자(운전자나 승객) 간에 이동 비용을 균등하게 배분하는 것을 의미한다. 운전자는 돈을 벌려고 하는 것이 아니라, 여러 사람들과 운행 비용을 나누려고 한다. 기본적으로 나누어야 할 비용은 연료와 통행료를 포함한다. 하지만 차량 구입 및 유지 관리, 보험 및 운전자가 지불하는 세금을 계산에 포함시키면 마일당 약 1달러가 소요된다. 각각의 승객과 운전자를 찾는 사람들을 연결함으로써 카풀을 용이하게 하는 플랫폼이 있다. 보통 차량 운전자에 의해 설정된 요금이 있고, 여행 시작 전에 사전 동의를 승객으로부터 받는다.
이러한 플랫폼들의 2세대는 승객들의 스마트폰을 사용하여 도시 운행을 실시간으로 관리할 수 있도록 설계되었다. 이들은 전체 경로를 따라 승객을 모으고 배달하는(출발지와 목적지뿐만 아니라) 즉석에서 차량의 빈 좌석을 점유할 수 있게 한다. 이 시스템은 자동으로 여행 비용의 공정한 공유를 수행하며, 각 승객은 승객이 이동한 거리 및 차량을 공유하는 인원 수에 비례하여 차량 사용으로 실제로 얻은 이익에 따라 운전자에게 공정한 몫을 변제할 수 있다.

## 역사

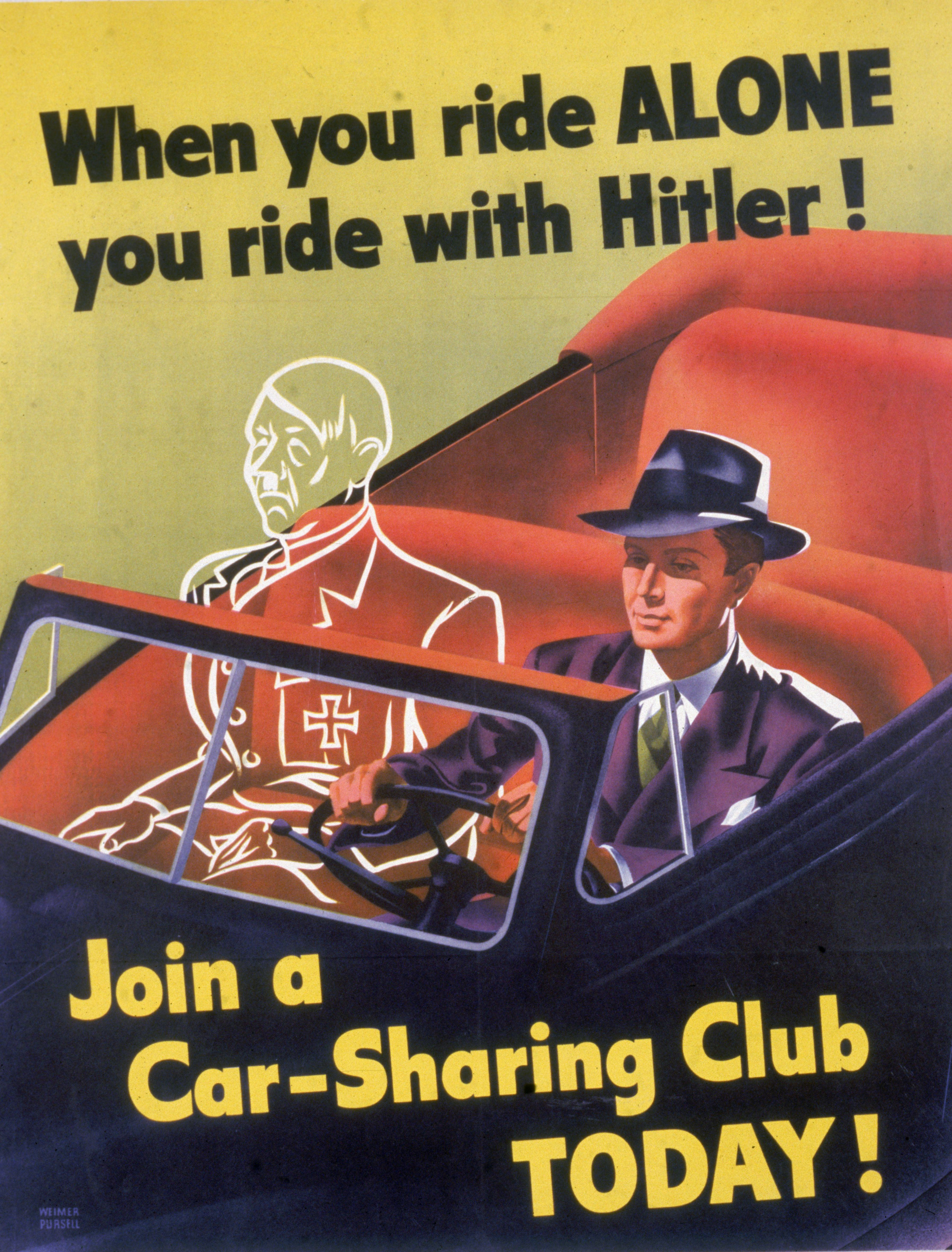
2차 세계대전 중 휘발유를 배급하기 위한 방법으로서 미국의 카풀을 홍보하기 위해 사용된 포스터

카풀은 제2차 세계 대전 동안 배급 전략으로 미국에서 처음 두드러지게 되었다. 차량 공유는 제2차 세계 대전 동안 차 클럽" 또는 "차 공유 클럽"을 통해 시작되었다. 미국 민방위국은 전쟁 노력을 위한 고무보호를 위해 네 명의 근로자들이 한 대의 차를 함께 타도록 권장해 줄 것을 인근 의회에 요청했다. 그것은 '카셰어링 클럽 교환과 셀프 디스패치 시스템'이라고 불리는 승차 공유 프로그램을 만들었다. 카풀은 1973년 석유 파동과 1979년 에너지 위기 때문에 1970년대 중반에 돌아왔다. 그 당시에 최초의 직원 밴풀은 크라이슬러와 3M에서 조직되었다.
카풀은 1970년대와 2000년대 사이에 급격히 감소하여 1970년에 미국에서 통근 운행 점유율이 20.4%로 정점을 찍었다. 2011년에는 9.7%로 떨어졌다. 대체로 이 현상은 1980년대 동안 휘발유 가격의 급격한 하락(45%)에 기인했다. 1990년대에는 캠퍼스가 주차 공간이 제한된 대학생들에게 인기가 있었다. 교수와 함께 하버드 출신의 제임스 데이비드슨, 워싱턴의 컴퓨터 과학자인 데이스 캠벨과 다른 몇몇 사람들은 비록 포괄적인 기술이 그 당시에 아직 상업적으로 이용 가능하지는 않았지만 추가적인 개발의 가능성을 조사하기 시작했다. 많은 사람들은 그들의 작업을 가렛 캠프, 트래비스 칼라닉, 오스카 살라자르, 그리고 콘래드 윌런이 우버에서 개발한 기술을 이용한 카풀과 승차공유 시스템의 선구자로 간주하고 있다.
카풀 여행의 특징은 각 승차자가 차례대로 픽업되는 "다그우드 범스테드" 종류에서 모든 여행객들이 공통 장소에서 만나는 "주차와 승차" 종류로 바뀌고 있다. 그러나 최근 인터넷은 카풀을 위한 성장을 촉진시켰고 통근 운행은 2005년에 10.7%로 성장했다. 2007년 스마트폰과 GPS의 등장으로, 코넬 대학교와 산타 바바라 캘리포니아 대학의 존 짐머와 로건 그린은 리프트의 선구자인 짐라이드라고 불리는 카풀 시스템을 재발견하고 만들었다. 인터넷과 스마트폰의 인기는 카풀을 확장하는데 크게 도움이 되어 사람들이 사용하기 쉽고 믿을 수 있는 온라인 운송 시장 덕분에 자전거를 제공하고 찾을 수 있게 되었다. 이러한 웹사이트는 일반적으로 연료비가 높은 일회성 장거리 여행에 사용된다.
유럽에서, 장거리 카풀은 BlaBlaCar 덕분에 지난 몇 년 동안 점점 더 인기가 많아졌다. BlaBlaCar 웹사이트에 따르면, 2020년 기준으로, 블라블라카는 유럽 전역과 그 너머에서 8천만 명 이상의 사용자를 기록했다.
2020년 3월 현재 우버와 리프트는 COVID-19 대유행을 사회적 거리를 통해 제어하기 위한 노력으로 미국과 캐나다에서 카풀 서비스를 중단했다.

## 다른 형태
카풀은 다른 형태로도 존재한다.
- Slugging이란 낯선 사람들 사이의 임시적이고 비공식적인 카풀의 한 형태이다. 돈이 오가지는 않지만, 운전자와 승객 사이에는 여전히 상호 이익이 존재하여 그 관행을 가치 있게 만든다.

- 유연한 카풀은 여행객들이 카풀에 참여할 수 있는 공식적인 장소를 지정함으로써 임시 카풀의 아이디어를 확대한다.

- 차량공유 회사는 사람들이 스마트폰 애플리케이션이나 인터넷을 이용하여 아주 짧은 시간에 특별승차를 준비할 수 있도록 해준다. 승객은 간단히 자신의 현재 위치에서 탑승할 수 있다.

## 도전들

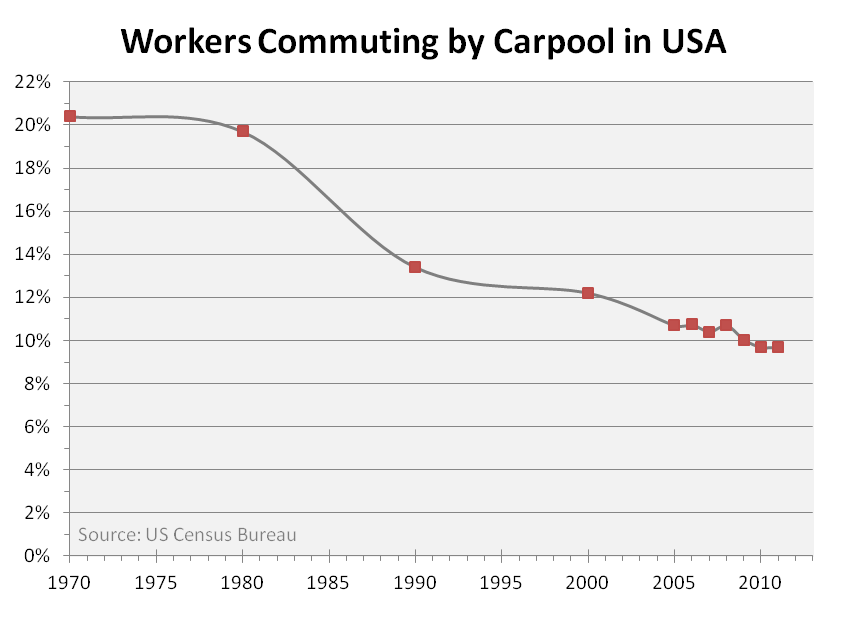
카풀로 통근하는 미국 근로자의 비율은 1970년 20.4%에서 2011년 9.7%로 감소했다.

- 카풀로 통근하는 미국 근로자의 비율은 1970년 20.4%에서 2011년 9.7%로 감소했다.유연성 - 카풀은 노선 정차 또는 근무 시간/패턴의 변화에 적응할 수 있을 만큼 충분히 유연하지는 않다. 한 설문조사는 이것이 카풀을 하지 않는 가장 일반적인 이유라고 밝혔다. 이에 대처하기 위해 일부 제도는 나중에 운행하는 옵션과 함께 '청소차 서비스'를 제공하거나 현지 택시 회사와 '귀가 보장되는 승차권'을 제공한다.
- 신뢰성 - 카풀 네트워크에 참여자의 "임계적 질량"이 없는 경우, 특정 운행에 대한 일치를 찾기가 어려울 수 있다. 당사자들이 합의된 승차를 반드시 이행할 필요는 없다. 몇몇 인터넷 카풀 시장은 승객들이 나타나지 않더라도 요금을 청구하는 온라인 유료 승객 예약을 시행함으로써 이러한 우려를 해소하고 있다.
- 낯선 사람과 함께 타기 - 실제로 범죄의 위험은 적지만 보안에 대한 우려가 낯선 사람과 차량을 공유하는 데 장애물이 되어 왔다.[13] 인터넷 카풀 계획에 의해 사용되는 한 가지 해결책은 문제가 있는 사용자를 기명하고 책임 있는 사용자가 신탁 자본을 구축할 수 있도록 하는 평판 시스템인데, 이러한 시스템은 사용자 커뮤니티를 위한 웹사이트의 가치를 크게 높인다.
- 전체적인 효과 - 카풀을 위해 특별히 할당된 차선의 건설 등 대부분의 정부가 공식적으로 카풀을 허가하고 있지만, 카풀 차선의 전반적인 효율성에 대해서는 여전히 일부 의구심이 남아 있다. 예를 들어, 많은 카풀 차선 또는 피크 교통 시간 동안 카풀로 제한된 차선은 카풀에 의해 거의 점유되지 않는다. 오히려, 이러한 차선들은 종종 비게 되어, 고속도로 용량이 의도적으로 축소됨에 따라 연료 소비량이 전반적으로 순증가하고, 자가용 차량은 더 느리게 주행하게 되어 연료 효율이 저하된다. 또한 대부분의 차량은 여러 명의 승객으로 구성되는 승객에 의해 점유된다.
- 2012년, 퀸즐랜드 정부는 교통 체증과 지연을 초래한다고 주장하며 카풀 차선(트랜트 레인이라고 알려진)을 중단할 것이라고 발표했다. 이동은 RACQ 구동 그룹에 의해 지원되었다.[14]

## 대중 문화에서
- 1970년대에 미국 교통부는 "칼라카"라는 제목의 카풀을 홍보하기 위해 유머러스하고 활기찬 공공 서비스 발표를 발표했다. 광고에서, 한 인터뷰 진행자가 "친구와 함께 타는 최초의 공유자"인 노아에게 말하는 것을 보여준다. 노아는 카풀은 여러분이 가고 있는 곳으로 가는 경제적인 방법이라고 설명하지만, 그의 시대에는 그것이 "칼라카"로 알려졌다.[15]
- 카빙 올 더 웨이(Cabbing All the Way)는 저자인 자틴 쿠베르카(Jatin Kuberkar)가 쓴 책으로 12명이 탑승한 카풀의 성공 스토리를 담고 있다. 인도의 하이데라바드에 기반을 둔 이 책은 실제 내레이션이며 카풀의 잠재적 이점을 강조한다.[16]
- 2017년 스마트폰 게임 크레이지 택시 타이쿤(옛 이름 크레이지 택시 가질리네어)은 승차 공유가 서비스하는 사람들을 떼어내는 강력한 대기업이 되면서 택시 사업에 위협이 되고 있다. 플레이어는 보다 합법적이고, 친근하고, 신뢰할 수 있는 교통 경험을 제공하는 택시 서비스를 설립하기 위해 택시 운전사를 고용하는 임무를 맡고 있다.[17]

## 같이 보기
- 카카오 T
- 우버